# Polycycnis lehmannii
Polycycnis lehmannii là một loài thực vật có hoa trong họ Lan. Loài này được Rolfe miêu tả khoa học đầu tiên năm 1894.